# روبرتو مانزی
روبرتو مانزی (انگلیسی: Roberto Manzi؛ زادهٔ ۲۱ مارس ۱۹۵۹) ورزشکار شمشیربازی اهل ایتالیا است.
وی در مسابقات کشوری و بین‌المللی در مجموع برندهٔ ۱ مدال برنز شده‌است.